# Santa Isabel Sabinal
Santa Isabel Sabinal är en ort i Mexiko.   Den ligger i kommunen Palmar de Bravo och delstaten Puebla, i den sydöstra delen av landet, 190 km öster om huvudstaden Mexico City. Santa Isabel Sabinal ligger 2 335 meter över havet och antalet invånare är 108.
Terrängen runt Santa Isabel Sabinal är varierad. Runt Santa Isabel Sabinal är det ganska tätbefolkat, med 144 invånare per kvadratkilometer. Närmaste större samhälle är Cuacnopalan, 6,5 km nordväst om Santa Isabel Sabinal. Trakten runt Santa Isabel Sabinal består i huvudsak av gräsmarker.